# Thomas Kantzow
Thomas Kantzow (ur. 1505 w Stralsundzie, zm. 25 września 1542 w Szczecinie) – pomorski kronikarz.
Od 1526 roku studiował w Rostoku, gdzie prawdopodobnie uzyskał magisterium, a w metryce z tamtejszego uniwersytetu wymieniony jest jako Thomas Cauntzow Szudensis. Od 1528 roku był pisarzem na dworze książąt pomorskich Barnima IX Pobożnego i Jerzego I, a po podziale księstwa (1532) na dworze Filipa I wołogoskiego. W latach 1538–1542 na zaproszenie Filipa Melanchtona kontynuował studia na Uniwersytecie w Wittenberdze. Tam nagle zachorował i wrócił do Szczecina, gdzie zmarł. Pochowano go w szczecińskim kościele Najświętszej Marii Panny.
Kantzow zasłynął jako autor kroniki Pomerania, opisującej dzieje Pomorza. Prace nad nią rozpoczął około 1535 roku. W sumie powstały trzy nieukończone wersje tego dzieła (pierwotnie noszącego tytuł Chronik von Pommern), zwane Fragmentami i zachowane w 4 tomach in folio. Po śmierci Kantzowa zostały one zredagowane w jednolity tekst przez Nicolausa von Klemptzena.